# Spoorlijn Armentières - Houplines
De spoorlijn Armentières - Houplines was een spoorlijn gelegen in het Franse Noorderdepartement. Het begin van de lijn lag in Armentières en deze liep richting de Belgische grens bij Le Touquet.

## Geschiedenis
De lijn werd geopend op 1 november 1870. Tot 1937 heeft er grensoverschrijdend reizigersverkeer plaatsgevonden. In 1988 reed de laatste goederentrein tussen Komen en Armentières, waarna de sporen in 1991 werden opgebroken. De lijn was enkelsporig uitgevoerd en is nooit geëlektrificeerd.

## Aansluitingen
In de volgende plaatsen was er een aansluiting op de volgende spoorlijnen:
Armentières
RFN 293 000, spoorlijn tussen Wavrin en Armentières
RFN 294 000, spoorlijn tussen Armentières en Arques
RFN 295 000, spoorlijn tussen Lille en Les Fontinettes
RFN 295 606, stamlijn tussen rmentières en Armentières-Annexe
Houplines
Spoorlijn 67 tussen Komen en Le Touquet